# Приднестровье (платёжная система)
Национальная платёжная система «Приднестровье» (НПС ПМР) — платёжная система, действующая на территории ПМР на основе банковских платежных карточек стандарта ПРО100 с EMV-профилем. Была создана в соответствии с указом президента ПМР №202 от 22 мая 2015 года.
Исполнителем работ было выбрано ООО «БПЦ Банковские технологии» (Россия, Москва).
С момента запуска работала с системой ПРО100. С 1 мая 2017 года прекратилось взаимодействие систем в связи с прекращением работы ПРО100.
Организационно НПС разделяется на расчетный банк (с момента создания его функции выполнял Приднестровский республиканский банк, с 2017 года функции перешли Приднестровскому Сбербанку) и коммерческие банки-участники.
С 1 апреля 2021 года остановлена в связи с переходом на платежную систему «Клевер» и соответствующим указом президента.

## Функции расчетного банка
- Эмиссия карт банков-участников.
- Участие в авторизации транзакций.
- Межбанковские расчеты.
- Взаимодействие с УЭК для обеспечения обслуживания как карт УЭК в терминалах НПС ПМР, так и карт НПС ПМР в терминалах УЭК (осуществлялось по 1 мая 2017 года).

## Функции банка-участника
- Эквайринг.
- Авторизация и обработка транзакций.

## Банки-участники

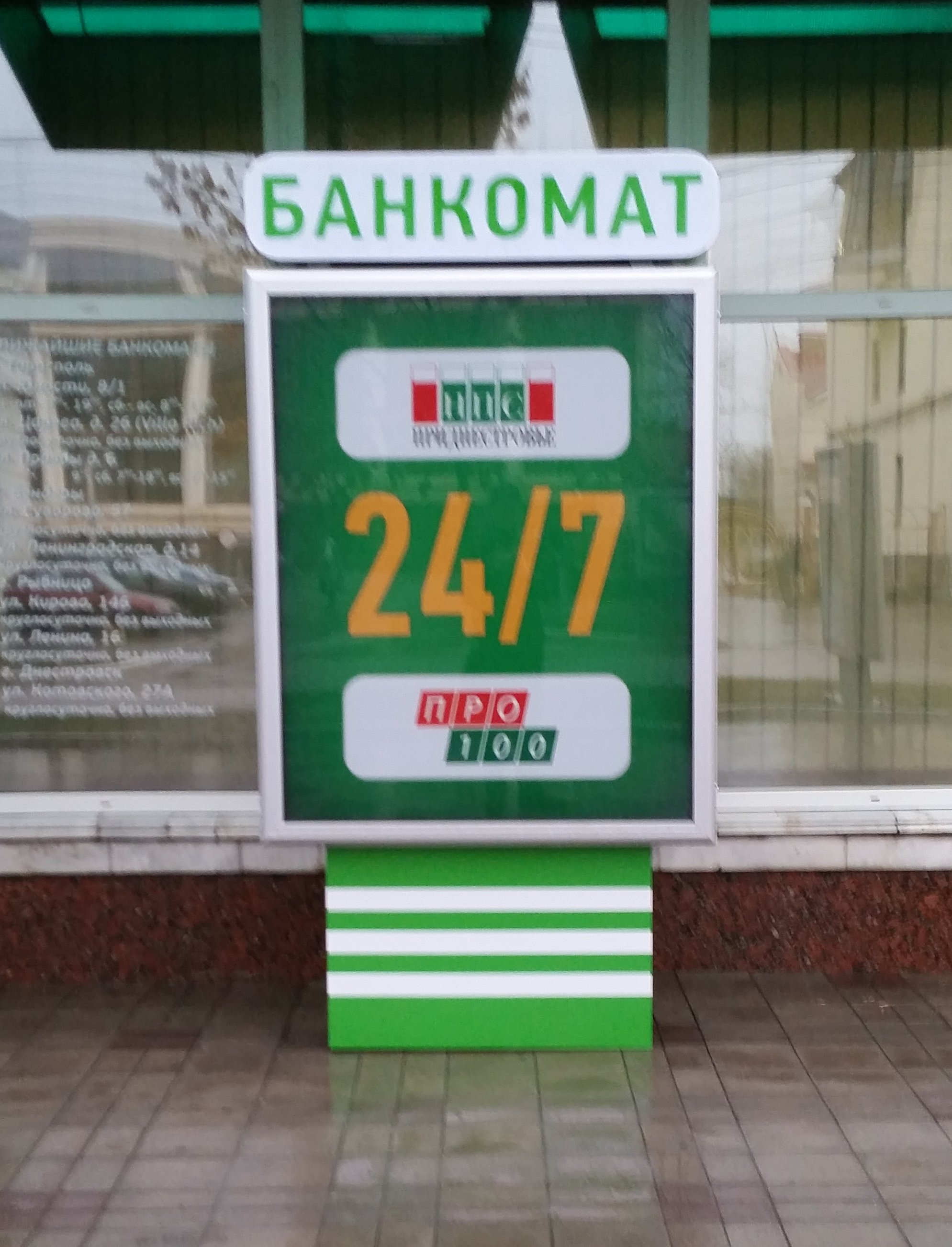
Банкомат НПС ПМР Приднестровского Сбербанка

- ОАО «Эксимбанк» с 1 июля 2015 года.
- ЗАО «Приднестровский Сбербанк» с 28 октября 2015 года.
- ЗАО АКБ «Ипотечный» c 21 апреля 2016 года по 3 ноября 2017 года[7].

Кроме того, банк ЗАО «Тираспромстройбанк» принял обязательство об участии в платежной системе.